# Пучункави
Пучункави (исп. Puchuncaví) — посёлок в Чили. Административный центр одноимённой коммуны. Население посёлка — 3575 человек (2002). Посёлок и коммуна входит в состав провинции Вальпараисо и области Вальпараисо.
Территория — 300 км². Численность населения — 18 546 жителей (2017). Плотность населения — 61,8 чел./км².

## Расположение
Посёлок расположен в 44 км на северо-восток от административного центра области города Вальпараисо.
Коммуна граничит:
- на севере — c коммуной Сапальяр
- на востоке — с коммуной Ногалес
- на юго-востоке — c коммуной Ла-Крус
- на юге — c коммуной Кильота
- на юго-западе — c коммуной Кинтеро

На западе находится побережье Тихого океана.

## Демография
Согласно сведениям, собранным в ходе переписи 2017 г.  Национальным институтом статистики (INE),  население коммуны составляет:
| Полное население                          | Полное население                          | Полное население                          | Полное население                          | Полное население                          | 18 546 |
| ----------------------------------------- | ----------------------------------------- | ----------------------------------------- | ----------------------------------------- | ----------------------------------------- | ------ |
| в том числе:                              | Городское население                       | 15 859                                    | Процент городского населения, %           | 85,51                                     |        |
|                                           | Сельское население                        | 2 687                                     | Процент сельского населения, %            | 14,49                                     |        |
|                                           | Мужское население                         | 9 358                                     | Процент мужского населения, %             | 50,46                                     |        |
|                                           | Женское население                         | 9 188                                     | Процент женского населения, %             | 49,54                                     |        |
| Плотность населения, чел/км²              | Плотность населения, чел/км²              | Плотность населения, чел/км²              | Плотность населения, чел/км²              | Плотность населения, чел/км²              | 61,8   |
| Население коммуны в % к населению области | Население коммуны в % к населению области | Население коммуны в % к населению области | Население коммуны в % к населению области | Население коммуны в % к населению области | 1,02   |

| Динамика изменения населения коммуны | Динамика изменения населения коммуны | Динамика изменения населения коммуны | Динамика изменения населения коммуны |
| ------------------------------------ | ------------------------------------ | ------------------------------------ | ------------------------------------ |
| 1992                                 | 2002                                 | 2012                                 | 2017                                 |
| 10 661                               | 12 954▲                              | 16 371▲                              | 18 546▲                              |

## Важнейшие населенные пункты[4]
| № | Населённый пункт | Населённый пункт (исп.) | Категория | Население чел. (2002) | На карте                        |
| - | ---------------- | ----------------------- | --------- | --------------------- | ------------------------------- |
| 1 | Лас-Вентанас     | Las Ventanas            | город     | 5957                  | 32°44′39″ ю. ш. 71°29′02″ з. д. |
| 2 | Пучункави        | Puchuncaví              | город     | 3575                  | 32°43′34″ ю. ш. 71°24′54″ з. д. |
| 3 | Майтенсильо      | Maitencillo             | город     | 1567                  | 32°38′39″ ю. ш. 71°25′58″ з. д. |
| 4 | Кампиче          | Campiche                | поселок   | 621                   | 32°44′00″ ю. ш. 71°27′00″ з. д. |
| 5 | Лос-Макис        | Los Maquis              | поселок   | 189                   | 32°45′47″ ю. ш. 71°19′11″ з. д. |
| 6 | Лос-Майтенес     | Los Maitenes            | поселок   | 163                   | 32°45′51″ ю. ш. 71°26′58″ з. д. |
| 7 | Пукалан          | Pucalán                 | поселок   | 137                   | 32°45′11″ ю. ш. 71°20′35″ з. д. |
| 8 | Эль-Ринкон       | El Rincón               | поселок   | 108                   | 32°43′29″ ю. ш. 71°22′08″ з. д. |
| 9 | Ла-Кебрада       | La Quebrada             | поселок   | 50                    | 32°40′39″ ю. ш. 71°21′50″ з. д. |